# Орден мовчальниць
«Óрден мовчáльниць» — дев'ята поетична збірка української письменниці Катерини Калитко. Опублікована у 2021 році видавництвом Meridian Czernowitz. У 2023 нагороджена Національною премією України імені Тараса Шевченка. Обкладинку й ілюстрації збірки виконала Катерина Косьяненко.

## Характеристика збірки
Збірка поділена на шість розділів, кожен з яких має спільні мотиви і образи. Книга налічує 81 вірш. Вірші належать до інтимної лірики.

### Анотація
Портрет української жінки частіше визначає те, про що вона мовчить, ніж те, про що говорить. Та без досвіду цього мовчання не було би голосу, що звучить у цій збірці. Голосу, що обстоює право щиро мовити про гостре горе, поколіннєві травми, стереотипи та архетипи, корені в пекучому ґрунті, відвагу любові й розчарування порожнечею поза масками. Не ззираючись на закиди в надмірній відвертості чи колючості, в надриві й темноті. Бо тільки так і залишаються собою — але й втілюють досвід сотень досі безмовних сестер.

## Катерина Калитко про збірку

#### Про ілюстрації
За словами Катерини Калитко в інтерв'ю, ілюстрування збірки Катериною Косьяненко ініціювало видавництво Meridian Czernowitz і Тетяна Швед, яка керувала художньою частиною видання, однак і сама авторка мала багаторічну мрію про роботу цієї художниці у своїй книжці. 
«Від її циклу "Мамаї та мамаївни" я живу з цими роботами як з прекрасним сном, який мене оточує. Дуже близька і суголосна мені художниця, хоча ми не так багато спілкувалися, як хотілося». 
Коментуючи роботу Косьяненко над книжкою, Калитко називає образи мовчальниць філігранними, а їхні характери особливими і дуже їй близькими. Особливо поетка відзначила свою вдячність ілюстраторці за зображення на обкладинці її померлої мами.

#### Про час написання
Написання віршів для збірки припало на час пандемії хвороби Covid-19. Коментуючи цей період, авторка називала поезію миттєвою нервовою реакцією на те, що відбувається, і наводила як приклад її реагування на Майдан, Небесну сотню, початок війни. «Звичайно, ніхто не пише на замовлення текстів про пандемію, але щось в досвіді, нав'язаному пандемією, викликає потребу написати. Для мене це був інтимно-ліричний момент, просто він стався в умовах пандемії, тому антураж безпосередньо присутній".

#### Про назву збірки
Ще до початку пандемії Калитко мала в голові образ ордену мовчальниць, «який займає приміщення з моторошним духом і насаджує жінкам тоталітарні практики мовчання через зашивання рота». За її ж словами, це не реальна практика, а метафора навʼязування суспільством жінці образу зручної, мовчазної і «такої, що надається до експлуатації», а також про травму останніх 7—8 років, для якої шукають нову мову (вочевидь, йдеться про російсько-українську війну, тривалість якої була саме такою станом на рік видання збірки).

#### Про отримання Шевченківської премії
Катерина Калитко зізнавалася, що до 2023 року не розглядала для себе Національну премію України імені Тараса Шевченка. На нагороду за «Орден мовчальниць» її номінували колеги з українського центру громадської організації ПЕН, що не було першою такою пропозицією для авторки. До цього вона відмовлялася від номінування з різних причин, з політичних зокрема, оскільки Шевченківська премія є державною, тобто, за словами самої авторки, це було уникнення «етично непевних контактів». Однак врешті Калитко дійшла думки, що це буде вагомо для неї як знак присутності України в своєму часі.

## Характеристика поезії
Вірші Катерини Калитко відверто відтворюють ту дійсність, яку довелося прожити їй та іншим жінкам, їхній травматичний, замовчуваний раніше, досвід. До того ж, це поезії про російсько-українську війну, холодну і страшну, війну без жодної романтизації. Сама Катерина Калитко зізнається: 
«“Орден мовчальниць” – найбезшкірніша моя книжка. У ній багато межового досвіду, який часто відлякує. Декому здавалася страшною моя попередня поетична книжка – “Ніхто нас тут не знає, і ми – нікого”. Припускаю, що нова здасться зовсім нестерпною і незручною. Але поезія не мусить бути зручною, не мусить бути прилизаною, кучерявою, гарненькою, не мусить комфортизувати, надаватися до декламації, не мусить взагалі нічого, крім як бути чесною».
Впродовж усієї збірки простежуються виразні феміністичні мотиви, мотиви самотності і туги. Стиль Катерини Калитко є особливим, насиченим авторськими метафорами, символами і емоційністю. Авторка неодноразово відсилається до давньогрецьких міфів та Біблії. Ці посилання дозволяють вбудувати особисті історії у ширший контекст.

### Розділ I. Принишклий ландшафт
Поезії першого розділу акцентують увагу на переживанні війни, втрат і болю.  Жінки ― не просто жертви обставин, а носії величезної внутрішньої сили, показати яку їм не дозволено. Образи мовчання, води, тіней і внутрішнього світла домінують у текстах. Тиша у збірці може бути як благословенням (місцем для рефлексії), так і прокляттям (наслідком відчуження чи втрати):
Але любиш ― і знову хочеш
позбутися слів,
бо слова тепер для тебе не мають нічого,
крім подвійного дна,
вовчих ям під ногами,
де внизу ― нагострені палі:
почути й сказати не те.
Вода ― носій пам’яті, що тече крізь час і простір, змиваючи, але не знищуючи минулого: 
Усе поділити можна. Усе можливо пройти,
хай навіть хибкою спиною останньої з теплих течій.
Світло у збірці уособлює надію, можливість знайти вихід з темряви, на противагу тіні, яка виступає тягарем і стражденним минулим.  Світло й тіні часто співіснують у текстах, створюючи напругу між прагненням до свободи й обмеженнями пам’яті чи болю:
Подивися, Андрію: вогонь біжить по воді,
і пітьма у серце, як у голчане вушко,
заповзає; і нічого протиставити цій зимі.
Форма віршів підкреслює напругу між висловленим і невисловленим. Часто авторка грає на паузах і недомовленості, створюючи ефект "голосного мовчання". Перший розділ задає передумови для розкриття теми мовчання в наступних частинах збірки. Тут мовчання — як наслідок травми чи втрати, але вже є натяки на його трансформацію у форму сили. 

### Розділ II. Жіноча половина
У другому розділі нас знайомлять з орденом мовчальниць, на честь якого названа збірка. Голос ліричної героїні звучить сміливіше, але вона змушена знову замовкнути у першому ж вірші розділу:
Кажуть, це вдруге лише обітницю так порушено
зроду-віку, відколи існує орден, і доводиться зашивати
губи грубою червоною ниткою, щоб ніколи більше.
Фраза «по заслузі» у цьому вірші звучить іронічно, натякаючи, що страждання, які випали на долю героїнь, насправді несправедливі й не заслуговують такого прийняття. Форма звертання «сестрице» описує колективний травматичний досвід і єдність жінок у найгірші моменти життя. Вірш «А вміла б мовчати ― могла би мати» знову торкається теми жіночої свободи та права голосу. Авторка наголошує на благах, які пропонує патріархат в обмін на слухняність, стриманість та відмову від розголосу особистої думки. Але лірична героїня обирає протилежний шлях:
Але ж ні, обрала свободу мовити,
прагла,
щоб саме той, тонкий та білий, потребував твоїх слів,
щоби відповідав тобі ― так хотіла.
Якщо провідним образом першого розділу виступає тиша, то у другому ― голос. Щемкий, несміливий і за який мусиш бути покарана. Проте голос звучить і він обіцяє звучати потужніше після усіх пережитих страждань, знущань та байдужого знецінення. Калитко підкреслила, що в книжці є не досить для неї типова емоція – гнів: 
«Я раніше висловлювала його в інші способи, не давала йому волі. Як наслідок, я мусила визнати, що коли я переживаю великий гнів або велику зовнішню образу, першою реакцією на це є заціпеніння і мовчання. Я не вступаю в полеміки, не влаштовую істерик». 
Другий розділ має гнівні настрої, що є логічним, зважаючи на проблематику книги.
«Я стала думати, звідки це береться. Це ж насправді також генетична травма, яка передається з покоління в покоління. Очевидно, вся ця книжка – це розмова з моїми приватними поколіннєвими досвідами, і з жінками з мого покоління та попередніх моїх поколінь, і спроба проаналізувати, чому ми мовчимо і мусимо це робити», – зазначила письменниця.
Цикл віршів «Четверо» є особистою життєвою історією Катерини Калитко та її матері, баби і прабаби. 
«Так сталося: я не планувала, що, закривши етап всіх своїх попередніх книжок, зараз напишу супер відверту книжку, в якій згадаю імена своїх родичів і друзів. Тут є цикл «Четверо» і там перелічені моя прабаба Катерина, на честь якої мене назвали, моя бабуся Марія, моя мама, яку я рік тому втратила, та інша Катерина – я, але та, з якою тепер мушу знайомитися», – розповіла Калитко.
У вірші «Катерина» порушено проблему часів Голодомору, проблему емоційного насилля ― втрати:
Найвідважніші помирають, праба,
І оці твої двоє, і ти сама,
і мій, такий сміливий, мертвий такий.
Питання особистої втрати є гострим для авторки, адже збірка «Орден мовчальниць» — пам’яті її матері, що померла у 2020 році.
У вірші «Марія» описано досвід часів Другої світової війни, який пережила бабуся Катерини Калитко — Марія, бувши дитиною. 
Поезія «Інша Катерина» є зверненням до самої себе, але до тої себе, яка ще не наважилася вийти за межі своєї травми, яка перебуває в стані жертви. 

### Розділ III. Шепіт
Третій розділ — це порушення мовчанки, що була спричинена негативними подіями. З перших рядків авторка заявляє: 
Стільки важливого треба згадати, переповісти, а пригадується раптове і недоладне…
Провідним мотивом вірша «Стільки важливого треба згадати, переповісти» є біль за країну, в якої «нутро порозхристане та бентежне», яка прагне свободи, але  водночас живе з острахом. Ця країна горда і відважна, на жаль, з гірким червоним серцем. 
Варто також звернути увагу на антитези, які не тільки в цьому розділі, а й у всій творчості Катерини Калитко відіграють важливу роль. Попри весь смуток і біль, з душі ліричного героя проривається сміх, що є прикладом того, як час гоїть рани і показує, що завжди є світло в кінці тунелю.  

У вірші «Спи, вже скоро вставати. Новий закрутиться день», хоч новий день і настає, та він не несе нічого хорошого. Тому треба спати далі, бо тільки тоді авторка може продовжити оповідати: 
Доспи. Ще не все доспівано, не всі прочитано коди. 
Це означає, що тишу порушено, мова стає інструментом передачі душевного стану. 

Розділ має циклічний характер. Останній вірш в розділі «Ось я люблю тебе» має, хоч і спадну, динаміку (від позитивного до негативного), та все ж продовжує задум усієї композиції – протиставлення і синтез. Любов призводить до болю і туги: 
…Так воно, коли любиш.
Вишні падуть на стежку.
Челядь править обжинки.
Авторка відображає ментальну дисгармонію, що виникає внаслідок трагічних подій: 
Хвиля майбутнього холоду ходить над головою.
Стане у дзеркалі порожньо, але тепло у вирії.
Провідні мотиви – страх перед самотністю, бажання влитися в будь-який колектив заради відчуття безпеки. 
Отже, розділ багатий на тропи, основними з яких є антитези, паралелізми, метафори, а також на символи: гілля (життя), птахи (надія на мир), змія (злоба) тощо. Помічаємо, що символи є як позитивні, так і негативні. Провідний мотив усього розділу – не замовчувати страждання, але водночас проходити через них з вірою в порятунок. 

### Розділ ІV. Чоловіча половина
Четвертий розділ детально ілюструє не тільки жінок. З назви розділу стає відомо, що на передній план разом із жінкою виходить чоловік із його внутрішнім світом, особливо у воєнних реаліях. Так наприклад у першому вірші четвертого розділу, хоч і йдеться про почуття жінок, та його розуміє і описує чоловік, що був військовим хірургом: 
Вам,  жінкам, не позаздриш —
я добре знаю,
як ви оживаєте після травми. 
Варто згадати про характерну для Калитко антитезу: сльози, і щось іще, безіменне, скручується всередині в міцну, іржаву пружину; спершу блюєте від нових чоловічих дотиків… 
Але в кінці тунелю є світло:
зрештою, прийде той, з ким усе це мине,
з ким заговорить тіло, бо душа крізь шкіру до рук йому тулитиметься, як до магніту. 
У вірші «Сила моя у тім, що не потребую його» є такий приклад: 
Діти на другу весну зберуть на руїнах скалки,
хатку із них складуть. Хатка буде весела...
Бачимо чітке протиставлення: скалки з руїн — хатка весела. Весна — пробудження, нове народження світу, вона дає нам можливість сподіватися на кращі часи. 
Повертаючись то чоловічих фігур, треба зауважити, що вони не завжди постають як ті, що розуміють жінок та співчувають їм. Наприклад, в останньому вірші розділу є образ хтивого голодного вітчима, що втискає у стінку дівчинку, а козацтво авторка зображає таким, що вночі гуляє, а зранку хлебче розсіл.  
Підсумовуючи тропіку та символіку четвертого розділу, варто зазначити, що із попереднім він має багато спільного. Наприклад, використання антитези та деякої лексики. Але власне четвертий розділ особливий тим, що він значно ширше розглядає суспільний аспект, а людина тут — це суспільний індивід, що несе відповідальність за свої вчинки.

### Розділ V. Крик
П’ятий розділ пронизаний атмосферою зими і втоми. Авторка досліджує в цих віршах людські стосунки в середині спільноти, перевіряючи їх на щирість і фальш. Тут ці поезії є пошуком меж, кінця цієї втоми, темноти, ночі, як уособлення того, що ми переживаємо в непрості часи. 
Люди, кажуть, втомилися і на підйом важкі,
а іще ж – по-подільському вайлуваті.
Добре, хоч вміють любові й радості на словах.
Їдьте вже далі. Короткий день догорів.
На відміну від нас, вам ще щиро дається спів.
Занесіть із дарами цих кілька моїх вуглин –
все ж не кожного дня у подружжя родиться син.
Найчастіше фігурують образи любові і чорноти, вуглин, які призводять до цієї чорноти, а також образи вітру і крові. 

### Розділ VI. Тиша
Шостий, фінальний розділ є поєднанням туги і надії, променем світла серед цієї ночі, проте сонцем, яке пропікає груди. Загалом написане авторкою сповнене туги за померлою матір’ю, спроби схопитися за відчуття і навіть запахи, пошук опори. Проте опора виявляється хитка і непевна: «Шукаєш опори – давай навідліг, уплав».  Водночас розділ наповнений світлом, а зима плавно перетікає у весну, а згодом і осінь.